# Aartsbisdom Pondicherry-Cuddalore
Het aartsbisdom Pondicherry-Cuddalore (Latijn: Archidioecesis Pondicheriensis et Cuddalorensis) is een rooms-katholiek aartsbisdom met als zetel Puducherry (voorheen Pondicherry genoemd), in India. De aartsbisschop van Pondicherry-Cuddalore is metropoliet van de kerkprovincie Pondicherry-Cuddalore, waartoe ook de suffragane bisdommen Dharmapuri, Kumbakonam, Salem en Tanjore behoren.

## Geschiedenis
Het aartsbisdom werd opgericht in 1776, als de missio sui iuris Coromandel Coast, uit delen van de missio sui iuris Madura, en werd ook wel Carnatic mission, Malabar mission of Pondicherry genoemd. Op 1 september 1836 werd het verheven tot apostolisch vicariaat met de naam apostolisch vicariaat Pondicherry. Op 1 september 1886 werd het verheven tot metropolitaan aartsbisdom. Op 7 augustus 1953 veranderde het van naam naar aartsbisdom Pondicherry-Cuddalore. 

## Parochies
Het aartsbisdom had in 2021 een oppervlakte van 15.250 km2 en telde 8.170.086 inwoners waarvan 4,9% rooms-katholiek was.

## Ordinarii

### Superiors
- Pierre Brigot (30 september 1776 - 8 november 1791)
  - Pierre Magny (coadjutor: 28 september 1784 - niet in bezit genomen)
- Nicolas Champenois (8 november 1791 - 30 oktober 1810; coadjutor sinds 14 juni 1785)
- Louis-Charles-Auguste Hébert (30 oktober 1811 - 8 juli 1836; coadjutor sinds 8 juli 1806)

### Apostolisch vicarissen
- Clément Bonnand (10 oktober 1836 - 21 maart 1861; coadjutor sinds 19 augustus 1831)
- Joseph-Isidore Godelle (21 maart 1861 - 15 juli 1867; coadjutor sinds 3 april 1857)
  - François-Xavier Corbet (prefect: 21 januari 1880 - 1 september 1886)

### Aartsbisschoppen
- François-Jean-Marie Laouënan (apostolisch vicaris: 24 juli 1868, aartsbisschop 25 november 1886 - 29 september 1892)
- Joseph-Adolphe Gandy (29 september 1892 - 26 maart 1909; coadjutor sinds 16 maart 1883)
- Élie-Jean-Joseph Morel (11 mei 1909 - 16 augustus 1929)
- Auguste-Siméon Colas (24 juni 1930 - 28 oktober 1955)
  - Joseph Mark Gopu (hulpbisschop: 8 juli 1948 - 8 januari 1953)
- Ambrose Rayappan (28 november 1955 - 17 maart 1973; coadjutor sinds 7 augustus 1953, hulpbisschop sinds 8 januari 1953)
- Venmani S. Selvanather (17 maart 1973 - 18 februari 1992)
- Savarinathan Michael Augustine (18 februari 1992 - 10 juni 2004)
- Antony Anandarayar (10 juni 2004 - 27 januari 2021)
  - Peter Abir Antonysamy (apostolisch administrator: 27 januari 2021 - 29 april 2022)
- Francis Kalist (19 maart 2022 - heden)

## Galerij van afbeeldingen

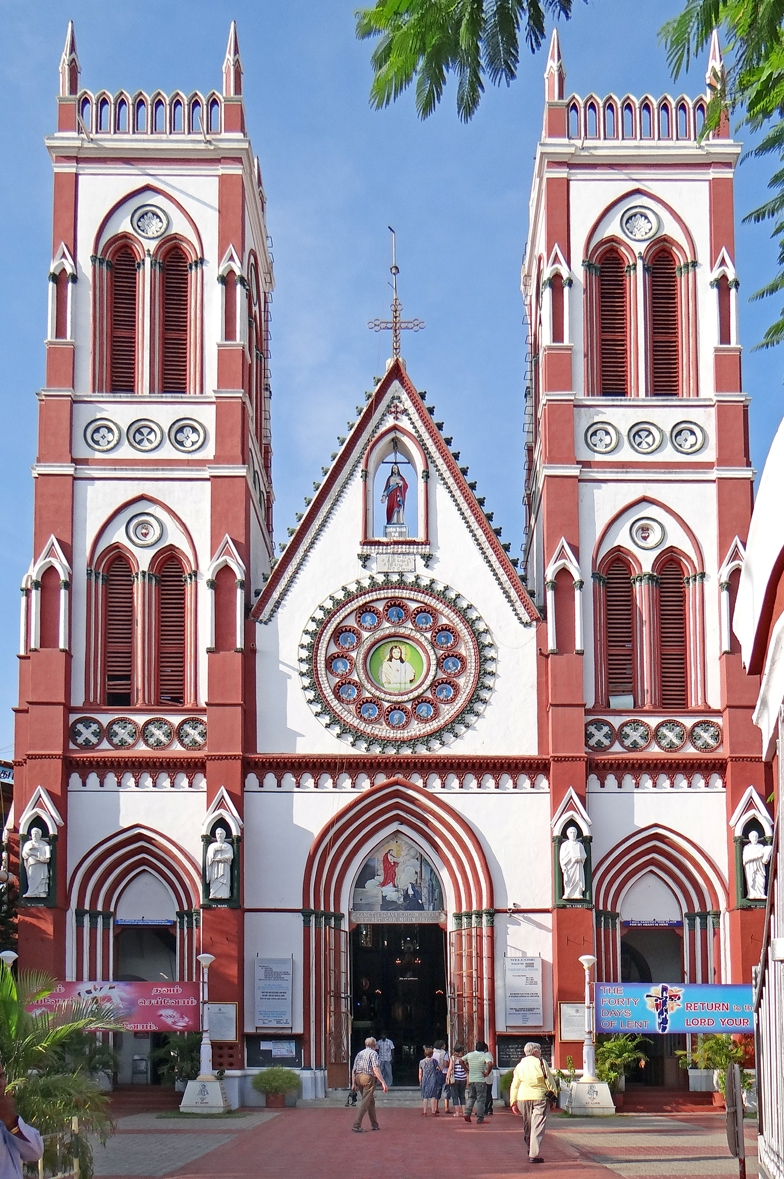
Sacred Heart of Jesus-basiliek in Puducherry
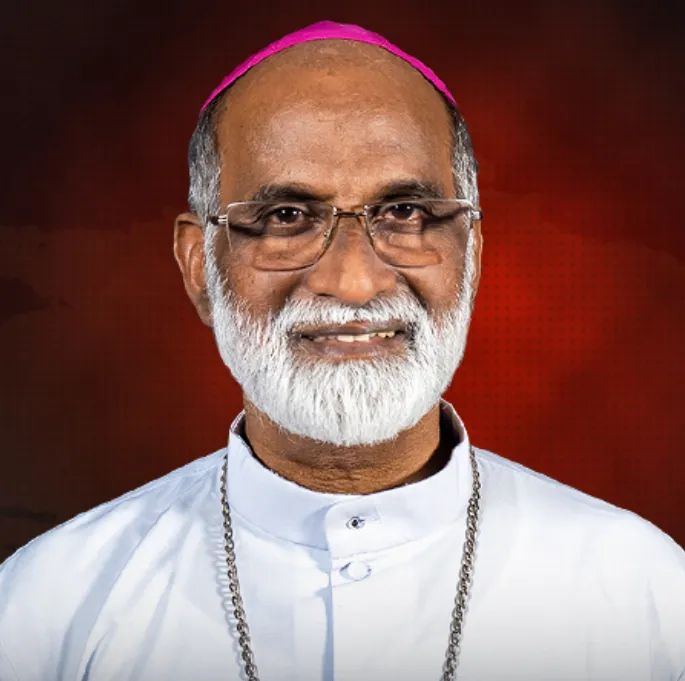
Aartsbisschop Francis Kalist (2022-heden)
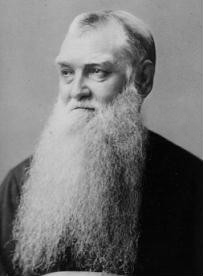
Aartsbisschop François-Jean-Marie Laouënan (1886-1892), de eerste aartsbisschop
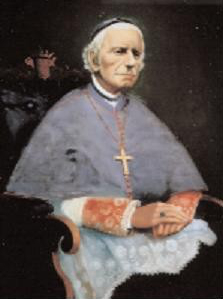
Apostolisch vicaris Clément Bonnand (1836-1861), de eerste apostolisch vicaris

Pondicherry-Cuddalore (aartsbisdom) · Dharmapuri · Kumbakonam · Salem · Tanjore